# Malbergweich
Malbergweich är en kommun och ort i Eifelkreis Bitburg-Prüm i förbundslandet Rheinland-Pfalz i Tyskland.
Kommunen ingår i kommunalförbundet Verbandsgemeinde Bitburger Land tillsammans med ytterligare 70 kommuner.